# Hammar, Hammarö kommun
Hammar är ett villaområde på Hammarön i Hammarö kommun. Indelat i det äldre Norra Hammar, där alla gator har fisknamn som Abborrvägen, Gäddvägen, Gösvägen, Laxvägen, Sikvägen, Ålvägen byggt i mitten på 70-talet och det något yngre Södra Hammar, bestående av Båtvägen och Segelvägen. Även villaområdet Lillmossen tillhör Södra Hammar. I området Hammar ligger förskolorna Mörtvägen, Sikvägen, Stjärnhimlen och Lillmossen.